# Ревданда
Ревданда - село поблизу Алібауг, Індія, знаходиться 17 км від Алібага і 125 км від Мумбаю. Частина села розташована на території старого португальського форту Ревданда. 

## Транспорт
Прибережна дорога, що йде на південь від Алібага, раніше закінчувалася в Ревданда, де шлях перетинала затока Кундалика. Тепер побудований міст над затокою і дорога веде аж до Муруд-Джанджіри.  
Цей форт був побудований португальським капітаном Соєм, а добудований у 1524 році. Він належав португальцям до 1806 року, коли його захопила імперія Маратха. Потім його захопили англійці в 1818 році. Форт Ревданда - це місце, де святий Франциск Ксав'є виголосив одну з своїх ранніх проповідей в Індії. Каплиця все ще існує в запущеному стані в стіні фортеці, з південного боку та недалеко від головної дороги.  
Ревданда потрапив у центр уваги, коли російські історики з’ясували, що перший російський мандрівник Афанасій Нікітін вперше ступив на індійську землю в Ревданді. Пам'ятник на його пам’ять встановлено 23 листопада 2000 року.   . 
Ревданда - одне з найважливіших місць Конкану для індійської єврейської громади. Майже 700 років тому в біблійну епоху (після руйнування Священного храму Ізраїлю) група євреїв, які вже знали про Індію і контактували з Індією, прибула в Нагав, що за 15 хвилин від Ревданда. Вони прийняли індійську культуру, імена, спосіб життя та заснували індійську єврейську громаду. 

## Синагога Бет Ель
Синагога Бет Ель розташована в Ревданді. Ця синагога в стилі Конкану, що відрізняє її від багатьох інших синагог у всьому світі. Вона оточена гаєм кокосових дерев. Згори є спеціальна жіноча галерея з унікальною структурою.